# Hova (Madagaskar)

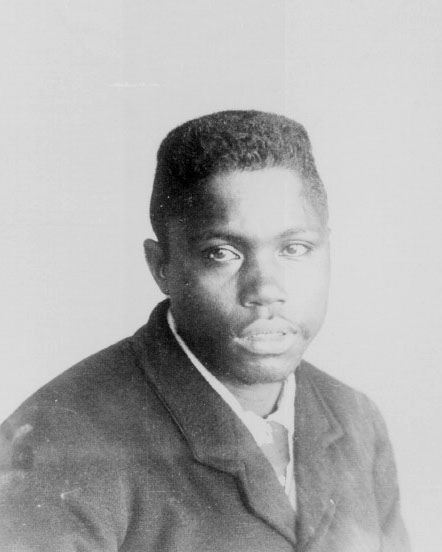
Portret van een Merina behorende tot de kaste van de Hova, 1896

De Hova of "vrij burgers" was een van de drie belangrijkste clans of kastes uit de pre-koloniale periode op Madagaskar. Daarnaast waren er nog twee belangrijke clans, de Andriana (edelen) en de Andevo (slaven).
De naam Hova was de oorspronkelijke naam van de Merina, die rond de 15e eeuw van de zuidoostkust naar de hooglanden in het midden van het eiland trokken en daar de oorspronkelijke bevolking, de Vazimba verdreef. Koning Andriamanelo (ca. 1540–1575) verenigde enkele Hovastammen rond Alasora en vestigde zo de macht van de Hovaclan. Hij stichtte het Koninkrijk Imerina, dat in de 19e eeuw uit zou groeien tot het machtigste koninkrijk van Madagaskar. Waarschijnlijk onder het koningschap van zijn zoon en troonopvolger Ralambo (ca. 1575–1612) werd nieuw onderscheid gemaakt tussen verschillende clans, waarbij bijvoorbeeld de clan van zijn de naaste verwanten onder de naam andriana de status van edelen kreeg.